# اینارتزو
اینارتزو (به ایتالیایی: Inarzo) یک کومونه در ایتالیا است که در استان وارزه واقع شده‌است.

## خصوصیات
اینارتزو ۲٫۴ کیلومترمربع مساحت و ۸۵۶ نفر جمعیت دارد و ۲۸۳ متر بالاتر از سطح دریا واقع شده‌است.